# Ben Sigmund
Benjamin Robert Sigmund (ur. 3 lutego 1981 w Blenheim w Nowej Zelandii) – nowozelandzki piłkarz, reprezentant kraju grający na pozycji obrońcy.

## Kariera piłkarska
Sigmund urodził się w Blenheim. Przygodę z futbolem rozpoczął w 1998 w Christchurch United. W barwach tej drużyny przez 4 lata zagrał w 76 spotkaniach, w których strzelił 14 bramek. W 2003 przez kilka miesięcy był piłkarzem Football Kingz FC, po czym przeniósł się do Canterbury United.
W 2006 miał krótki epizod w Fawkner Blues, z którego dołączył do Auckland City FC. Od 2008 występował w Wellington Phoenix. Na poziomie A-League grał przez 8 lat, i w 181 spotkaniach 7 razy pokonywał bramkarza rywali. Karierę zakończył w 2016 w Cashmere Technical.
| Sezon   | Klub                | Kraj          | Rozgrywki                         | Mecze | Bramki |
| ------- | ------------------- | ------------- | --------------------------------- | ----- | ------ |
| 1998    | Christchurch United | Nowa Zelandia | Mainland Premier League           |       |        |
| 1999    | Christchurch United | Nowa Zelandia | Mainland Premier League           |       |        |
| 2000    | Christchurch United | Nowa Zelandia | Mainland Premier League           | 22    | 3      |
| 2001    | Christchurch United | Nowa Zelandia | Mainland Premier League           |       |        |
| 2002    | Christchurch United | Nowa Zelandia | Mainland Premier League           |       |        |
| 2002/03 | Football Kingz FC   | Australia     | National Soccer League            | 1     | 0      |
| 2003/04 | Football Kingz FC   | Australia     | National Soccer League            | 0     | 0      |
| 2004/05 | Canterbury United   | Nowa Zelandia | New Zealand Football Championship |       |        |
| 2005/06 | Canterbury United   | Nowa Zelandia | New Zealand Football Championship |       |        |
| 2006    | Fawkner Blues       | Australia     | National Premier Leagues Victoria | 11    | 1      |
| 2006/07 | Auckland City FC    | Nowa Zelandia | New Zealand Football Championship | 15    | 1      |
| 2007/08 | Auckland City FC    | Nowa Zelandia | New Zealand Football Championship | 17    | 4      |
| 2008/09 | Wellington Phoenix  | Nowa Zelandia | A-League                          | 15    | 0      |
| 2009/10 | Wellington Phoenix  | Nowa Zelandia | A-League                          | 18    | 1      |
| 2010/11 | Wellington Phoenix  | Nowa Zelandia | A-League                          | 27    | 2      |
| 2011/12 | Wellington Phoenix  | Nowa Zelandia | A-League                          | 26    | 2      |
| 2012/13 | Wellington Phoenix  | Nowa Zelandia | A-League                          | 24    | 1      |
| 2013/14 | Wellington Phoenix  | Nowa Zelandia | A-League                          | 25    | 0      |
| 2014/15 | Wellington Phoenix  | Nowa Zelandia | A-League                          | 26    | 0      |
| 2015/16 | Wellington Phoenix  | Nowa Zelandia | A-League                          | 15    | 0      |
| 2016    | Cashmere Technical  | Nowa Zelandia | Mainland Premier League           |       |        |

## Kariera reprezentacyjna
Sigmund grał w młodzieżowych reprezentacjach Nowej Zelandii do lat 17 i 20.
Sigmund po raz pierwszy w reprezentacji zagrał 17 sierpnia 2000. w wygranym 1:0 spotkaniu z Omanem. Po siedmiu latach ponownie pojawił się w kadrze i miał swój udział w awansie na Mistrzostwa Świata 2010.
W 2009 został powołany przez trenera Rickiego Herberta na Puchar Konfederacji, gdzie reprezentacja Nowej Zelandii odpadła w fazie grupowej. Podczas turnieju zagrał w meczu z Irakiem.
10 maja 2010 został powołany przez trenera Rickiego Herberta na Mistrzostwa Świata. Nowa Zelandia odpadła po fazie grupowej, a Sigmund spędził turniej na ławce rezerwowych. Po raz ostatni w drużynie narodowej zagrał 5 marca 2014. Przeciwnikiem była Japonia, a mecz zakończył się porażką Nowej Zelandii 2:4. Łącznie w barwach All Whites wystąpił w 32 spotkaniach, w których strzelił 2 bramki.
| Mecze i gole w reprezentacji | Mecze i gole w reprezentacji | Mecze i gole w reprezentacji | Mecze i gole w reprezentacji | Mecze i gole w reprezentacji | Mecze i gole w reprezentacji | Mecze i gole w reprezentacji |
| #                            | Data                         | Miasto                       | Przeciwnik                   | Gol                          | Wynik                        | Rozgrywki                    |
| ---------------------------- | ---------------------------- | ---------------------------- | ---------------------------- | ---------------------------- | ---------------------------- | ---------------------------- |
| 1.                           | 17.08.2000                   | Teheran                      | Oman                         |                              | 1:0                          | towarzyski                   |
| 2.                           | 26.05.2007                   | Wrexham                      | Walia                        |                              | 2:2                          | towarzyski                   |
| 3.                           | 17.10.2007                   | Lautoka                      | Fidżi                        |                              | 2:0                          | Puchar Narodów Oceanii 2008  |
| 4.                           | 17.11.2007                   | Port Vila                    | Vanuatu                      |                              | 2:1                          | Puchar Narodów Oceanii 2008  |
| 5.                           | 21.11.2007                   | Wellington                   | Vanuatu                      |                              | 4:1                          | Puchar Narodów Oceanii 2008  |
| 6.                           | 06.09.2008                   | Nouméa                       | Nowa Kaledonia               | Gol                          | 3:1                          | Puchar Narodów Oceanii 2008  |
| 7.                           | 10.09.2008                   | Auckland                     | Nowa Kaledonia               |                              | 3:0                          | Puchar Narodów Oceanii 2008  |
| 8.                           | 19.11.2008                   | Lautoka                      | Fidżi                        |                              | 0:2                          | Puchar Narodów Oceanii 2008  |
| 9.                           | 20.06.2009                   | Johannesburg                 | Irak                         |                              | 0:0                          | PK 2009                      |
| 10.                          | 09.09.2009                   | Amman                        | Jordania                     |                              | 3:1                          | towarzyski                   |
| 11.                          | 10.10.2009                   | Ar-Rifa                      | Bahamy                       |                              | 0:0                          | El. MŚ 2010                  |
| 12.                          | 14.11.2009                   | Wellington                   | Bahamy                       |                              | 1:0                          | El. MŚ 2010                  |
| 13.                          | 03.03.2010                   | Pasadena                     | Meksyk                       |                              | 0:2                          | towarzyski                   |
| 14.                          | 24.05.2010                   | Melbourne                    | Australia                    |                              | 1:2                          | towarzyski                   |
| 15.                          | 09.10.2010                   | Auckland                     | Honduras                     |                              | 1:1                          | towarzyski                   |
| 16.                          | 12.10.2010                   | Wellington                   | Paragwaj                     |                              | 0:2                          | towarzyski                   |
| 17.                          | 01.06.2011                   | Denver                       | Meksyk                       |                              | 0:3                          | towarzyski                   |
| 18.                          | 05.06.2011                   | Adelajda                     | Australia                    |                              | 0:3                          | towarzyski                   |
| 19.                          | 29.02.2012                   | Auckland                     | Jamajka                      |                              | 2:3                          | towarzyski                   |
| 20.                          | 23.05.2012                   | Houston                      | Salwador                     |                              | 2:2                          | towarzyski                   |
| 21.                          | 26.05.2012                   | Dallas                       | Honduras                     |                              | 1:0                          | towarzyski                   |
| 22.                          | 02.06.2012                   | Honiara                      | Fidżi                        |                              | 1:0                          | Puchar Narodów Oceanii 2012  |
| 23.                          | 04.06.2012                   | Honiara                      | Papua-Nowa Gwinea            |                              | 2:1                          | Puchar Narodów Oceanii 2012  |
| 24.                          | 08.06.2012                   | Honiara                      | Nowa Kaledonia               |                              | 0:2                          | Puchar Narodów Oceanii 2012  |
| 25.                          | 11.09.2012                   | Auckland                     | Wyspy Salomona               |                              | 6:1                          | El. MŚ 2014                  |
| 26.                          | 13.10.2012                   | Pirae                        | Tahiti                       | Gol                          | 2:0                          | El. MŚ 2014                  |
| 27.                          | 16.10.2012                   | Papeete                      | Tahiti                       |                              | 3:0                          | El. MŚ 2014                  |
| 28.                          | 14.11.2012                   | Szanghaj                     | Chiny                        |                              | 1:1                          | towarzyski                   |
| 29.                          | 26.03.2013                   | Honiara                      | Wyspy Salomona               |                              | 2:0                          | El. MŚ 2014                  |
| 30.                          | 05.09.2013                   | Rijad                        | Arabia Saudyjska             |                              | 1:0                          | towarzyski                   |
| 31.                          | 09.09.2013                   | Rijad                        | Zjednoczone Emiraty Arabskie |                              | 0:2                          | towarzyski                   |
| 32.                          | 05.03.2014                   | Tokio                        | Japonia                      |                              | 2:4                          | towarzyski                   |